# Wereldvoetballer van het jaar 2003

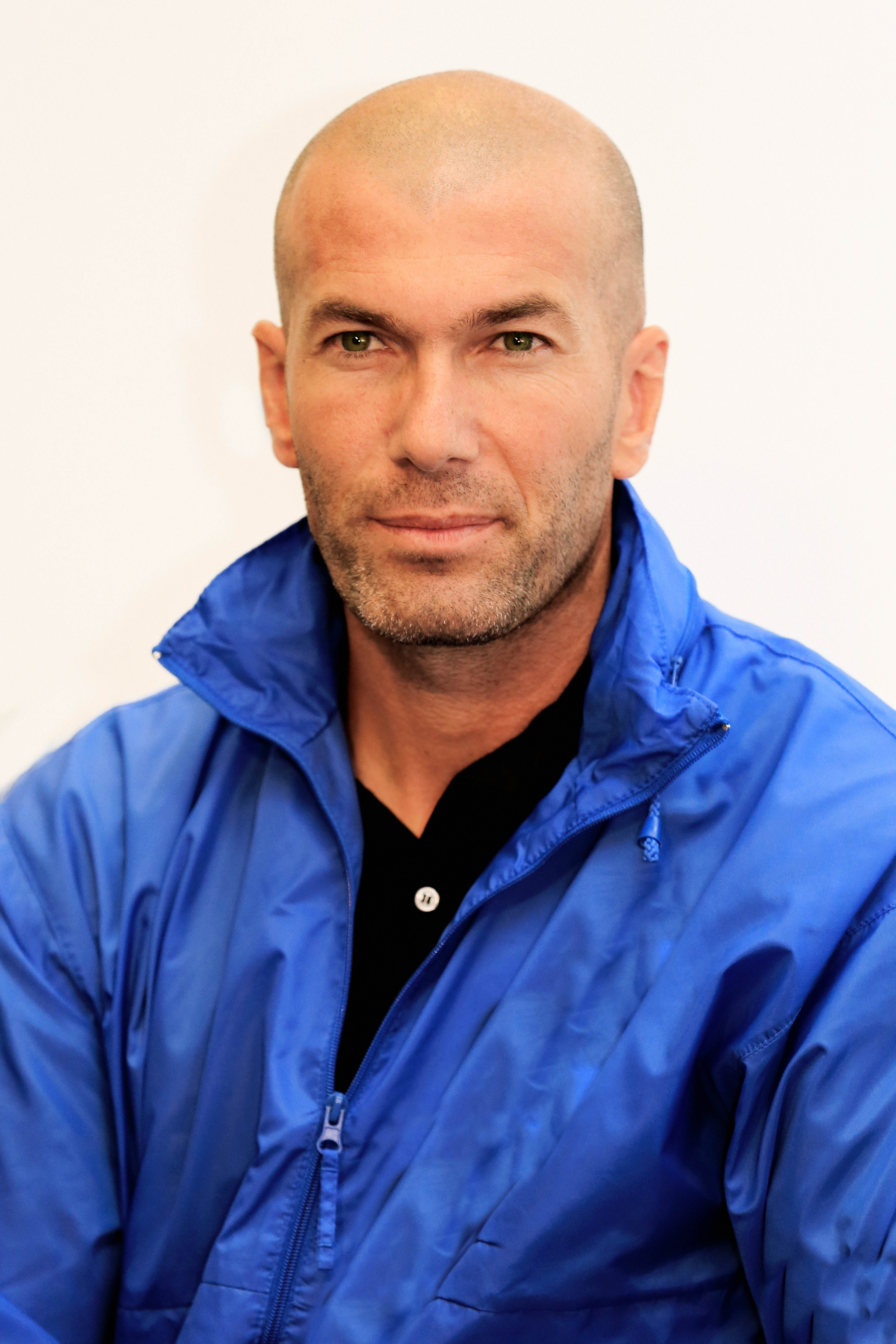
Zinédine Zidane won in 2003 voor de derde maal de titel.

In 2003 werd Zinédine Zidane door de FIFA verkozen tot Wereldvoetballer van het jaar. Hij werd hiermee de tweede speler, na Ronaldo, die drie maal deze eretitel won. Birgit Prinz won de vrouwelijke equivalent van de titel.

## Resultaten

### Mannen
| #  | Speler               | Club                            | Punten |
| -- | -------------------- | ------------------------------- | ------ |
| 1  | Zinédine Zidane      | Real Madrid                     | 264    |
| 2  | Thierry Henry        | Arsenal                         | 186    |
| 3  | Ronaldo              | Real Madrid                     | 176    |
| 4  | Pavel Nedvěd         | Juventus                        | 158    |
| 5  | Roberto Carlos       | Real Madrid                     | 105    |
| 6  | Ruud van Nistelrooij | Manchester United               | 86     |
| 7  | David Beckham        | Manchester United → Real Madrid | 74     |
| 8  | Raúl                 | Real Madrid                     | 39     |
| 9  | Paolo Maldini        | AC Milan                        | 37     |
| 10 | Andrij Sjevtsjenko   | AC Milan                        | 26     |

### Vrouwen

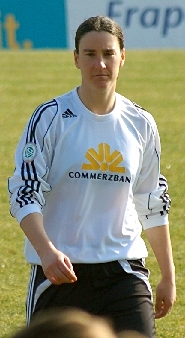
Birgit Prinz werd in 2003 Wereldvoetbalster van het jaar.

| #  | Speler            | Punten |
| -- | ----------------- | ------ |
| 1  | Birgit Prinz      | 268    |
| 2  | Mia Hamm          | 133    |
| 3  | Hanna Ljungberg   | 84     |
| 4  | Victoria Svensson | 82     |
| 5  | Maren Meinert     | 69     |
| 6  | Bettina Wiegmann  | 49     |
| 7  | Malin Moström     | 23     |
| 8  | Kátia             | 14     |
|    | Renate Lingor     | 14     |
| 10 | Marta             | 13     |
|    | Silke Rottenberg  | 13     |

## Referentie
- World Player of the Year - Top 10

1991 · 1992 · 1993 · 1994 · 1995 · 1996 · 1997 · 1998 · 1999 · 2000 · 2001 · 2002 · 2003 · 2004 · 2005 · 2006 · 2007 · 2008 · 2009